# Okręty podwodne typu Leniniec
Okręty podwodne typu Leniniec (L) – typ radzieckich podwodnych stawiaczy min czterech serii: II, XI, XIII oraz XIII Bis z czasów międzywojennych i drugiej wojny światowej. Wywodzące się w dużej mierze z konstrukcji brytyjskiego okrętu podwodnego HMS L55 typu L, były częścią wielkiego programu rozwoju floty Józefa Stalina. Ogółem wybudowano 25 jednostek tego typu wszystkich serii.
Okręty typu L służyły we wszystkich czterech flotach marynarki wojennej Związku Radzieckiego. Mimo że jednostki tego typu uważane były we flocie radzieckiej za udane, podobnie jak cała radziecka flota podwodna odniosły jedynie umiarkowany sukces w wojnie morskiej podczas drugiej wojny światowej.

## Program rozwoju floty Józefa Stalina
Mimo głębokich rosyjskich tradycji w konstruowaniu okrętów podwodnych, początkowy okres rozwoju radzieckiej floty podwodnej zdeterminowany był przez możliwości ekonomiczne i techniczną wykonalność, przy wykorzystaniu w możliwie dużym zakresie pomocy zagranicznej. Już na początku lat 20. XX wieku postanowiono położyć szczególny nacisk na rozwój konstrukcji podwodnych. 19 sierpnia 1923 roku powstał specjalny komitet kierowany przez szefa zarządu okrętów podwodnych w dowództwie marynarki wojennej N.A. Zarubina. Jego zadaniem było opracowanie operacyjno-taktycznych wymagań wobec nowych okrętów podwodnych. Duże znaczenie przykładano też do współpracy z Niemcami, które ze swojej strony szukały możliwych dróg obejścia postanowień traktatu wersalskiego zakazującego Niemcom konstruowania i posiadania okrętów podwodnych. W ramach tej współpracy, Niemcy przekazały Związkowi Radzieckiemu plany konstrukcyjne U-105, typu UB III, typu UEII (U-122) oraz „Projektu 46” w postaci planów U-139. 26 listopada 1926 roku Rada Pracy i Obrony zaaprobowała pierwszy sześcioletni program morski, który zakładał budowę 12 okrętów podwodnych, 18 okrętów patrolowych, 36 okrętów torpedowych oraz modernizację wielu starszych okrętów. Realizacja tego programu napotkała jednak trudności z uwagi na brak doświadczonych inżynierów okrętowych oraz wykwalifikowanych robotników, ograniczenia posiadanych technologii oraz brak kontroli jakości w przemyśle. W celu uporania się z tymi problemami, w 1928 roku program morski został włączony do Pierwszego Planu Pięcioletniego (1928-1933) oraz rozbudowany. W tej wersji zakładał budowę między innymi 18 dużych okrętów podwodnych, 5 małych jednostek tej klasy, 3 niszczycieli-liderów, 18 okrętów patrolowych, 5 ścigaczy oraz 50 okrętów torpedowych.
Po objęciu władzy przez Józefa Stalina, nowy przywódca państwa radzieckiego był bezpośrednio zaangażowany w podejmowanie decyzji o rozwoju i produkcji broni. Znaczenie tej roli nawet wzrosło w latach 1930-1940. Od decyzji Stalina uzależnione były nie tylko najważniejsze kwestie związane z marynarką wojenną, lecz często także tak szczegółowe decyzje jak kaliber dział, czy wymagania dotyczące opancerzenia. Pod wpływem Stalina plany pierwszej pięciolatki szybko zostały zmienione, przez zatwierdzenie budowy w sumie 88 okrętów podwodnych 8 serii 5 typów, a zatwierdzony Program Budowy Okrętów na lata 1933-1938 zakładał budowę 369 okrętów podwodnych. W tym czasie Związek Radziecki wysyłał swoich przedstawicieli do niektórych krajów zachodnich, jak Niemcy, Stany Zjednoczone czy Włochy z nadzieją uzyskania pomocy przy budowie okrętów. W Stanach Zjednoczonych adm. Iwan Stiepanowicz Isakow starał się uzyskać pomoc amerykańskich firm (jak Gibbs & Cox) w opracowaniu projektów największych kiedykolwiek zbudowanych pancerników. Wobec nieufności i niechęci do komunistów w środowisku amerykańskiej marynarki, dwumiesięczne rozmowy Isakowa w Stanach Zjednoczonych spełzły na niczym. Sowietom udało się jednak uzyskać znaczącą pomoc w Niemczech. Po 19. Zjeździe Partii i egzekucji Michaiła Frinowskiego, gdy szefem Ludowego Komisariatu Marynarki oraz Dowódcą Floty został adm. Kuzniecow, a szefem Najwyższej Rady Marynarki A.A. Żdanow, otrzymali oni zadanie uczynienia z floty radzieckiej siły dorównującej największym potęgom morskim świata.